# Гомбовцы
Гомбовцы (от венг. gombóc — «клёцки») — украинский десерт из теста с начинкой, который готовится на пару. Этот паровой пирожок распространён в карпатском регионе Украины, особенно в Закарпатье.
Отмечается, что венгерско-закарпатские гомбовцы очень напоминают технологию приготовления китайских баоцзы. Вероятно, из-за того, что корни гомбовцов тянутся во времена древних кочевых угров. В Закарпатье популярны два вида гомбцов: из домашнего творога (также называемые сырниками) и со сливами или закарпатским лекваром (повидлом) мучно-дрожжевые. Картофельные — настоящие венгерские — в Закарпатье распространены меньше.

## Приготовление
Тесто готовят из муки, тёплого молока, дрожжей, соли, сахара и яиц. Раскатывают, вырезают круги, на них укладывают по сливе с сахаром или по чайной ложке леквара. Затем изделия слепляют и формируют шарики.
В кастрюле готовят водяную баню (это может быть сито, или специальные принадлежности для приготовления на пару, также иногда используют марлю, крепко прикрученную к кастрюле). Выкладывают смазанные растительным маслом (чтобы не прилипли) гомбовцы, накрывают их крышкой и варят.
На масле поджаривают сухари, добавляя немного сахара, кладут в них гомбовцы, немного обжаривают и выкладывают на тарелки.

### Картофельные
Варёный картофель пропускают через мясорубку, охлаждают, добавляют пшеничную муку, сырое яйцо и перемешивают хорошо до образования однородной массы. Массу раскатывают слоем 1,5 см и специальной выемкой вырезают кружочки. На каждый кружок кладут густое повидло, края кружочка сворачивают и формируют гомбовцы в виде шарика. Кладут в кипящую воду и варят. Сваренные гомбовцы перекладывают на сковороду с поджаренными на сливочном масле сухарями, в которых обваливают гомбовцы со всех сторон. Подают горячими.